# Mitchelstown
Mitchelstown (Baile Mhistéala en irlandais) est une ville du comté de Cork en république d'Irlande.
La ville de Mitchelstown compte 3 677 habitants.